# 妹ヶ谷不動の滝
妹ヶ谷不動の滝（いもがやふどうのたき）は、群馬県藤岡市を流れる三波川上流部にかかる滝である。

## 概要
東御荷鉾山の石神峠付近を源とする沢が三波川本流に合流する付近にかかる。付近は緑色の変成岩である三波石の産地であり、本滝もその露頭を滑り落ちるように流れる。本滝の上流にも1～2m程度の滝が数段かかる。
本滝のすぐ上には妹ヶ谷不動尊があり、毎年4月28日に氏子による獅子舞が奉納される。これに併せて本滝の上にしめ縄が張られる。

## 周辺
- 桜山 - 日本さくら名所100選の一つ。
- 御荷鉾山 -登山道の登り口となる。
- 八塩温泉

## 画像ギャラリー

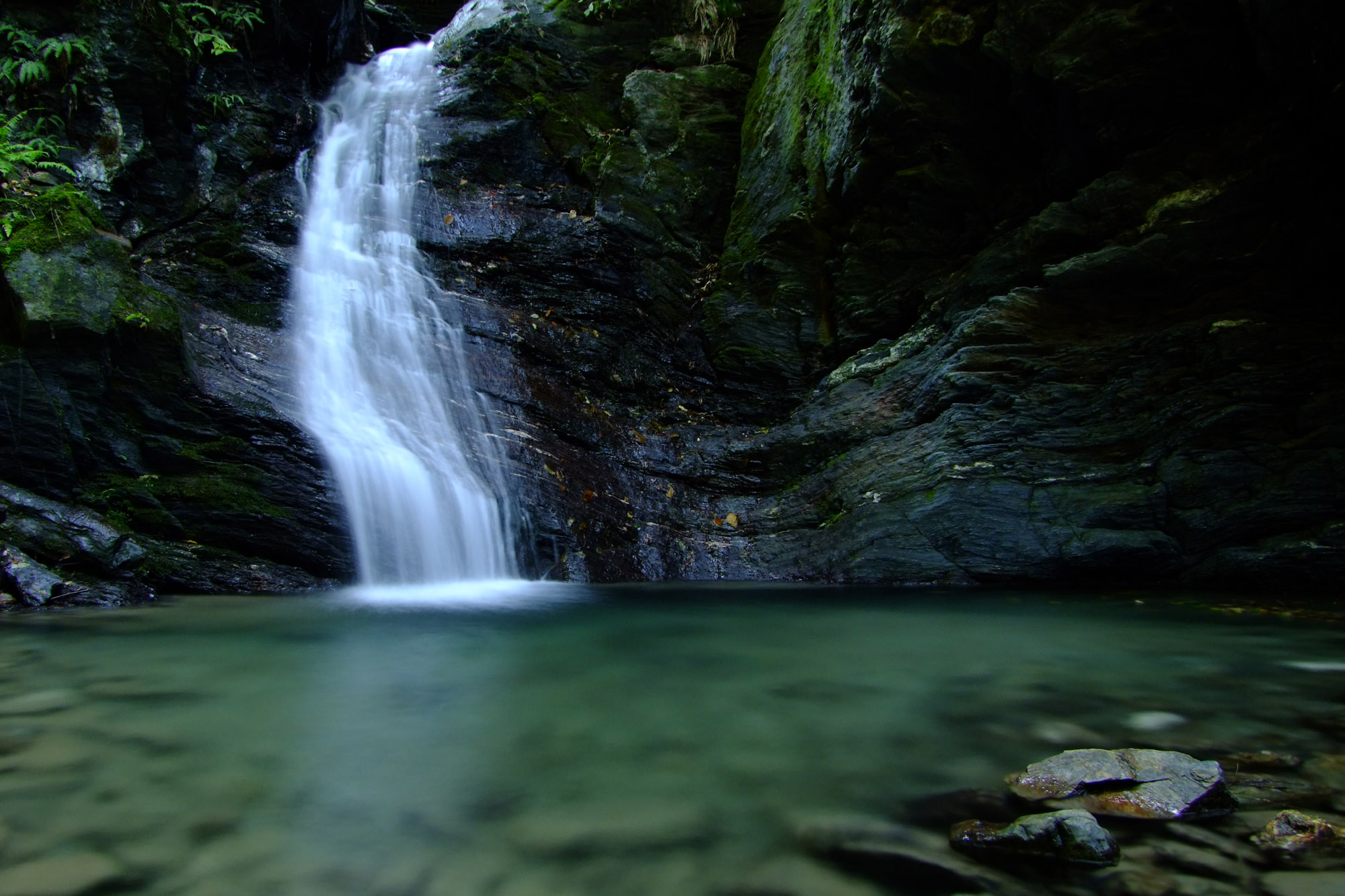
妹ヶ谷不動の滝。
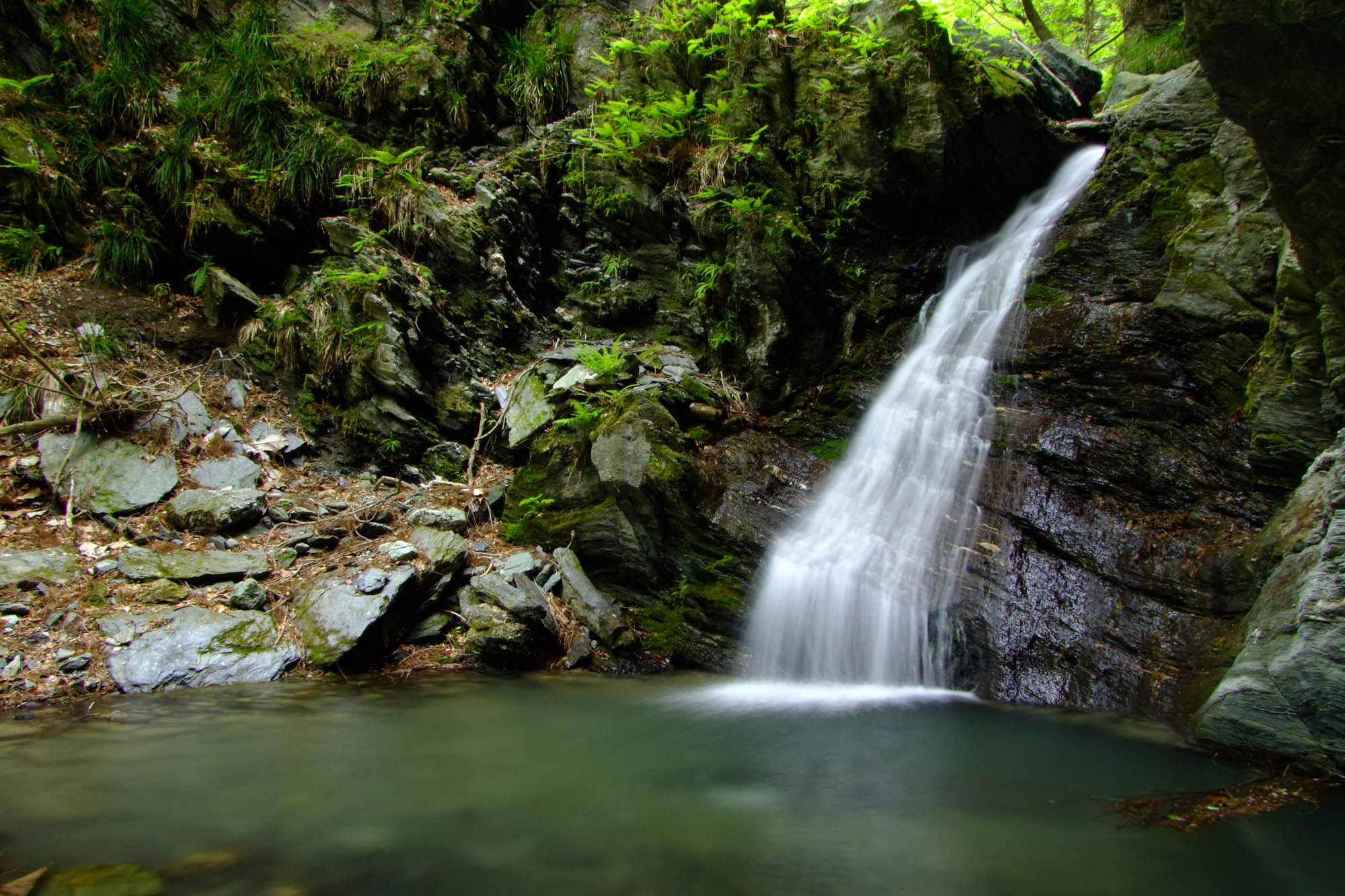
妹ヶ谷不動の滝。
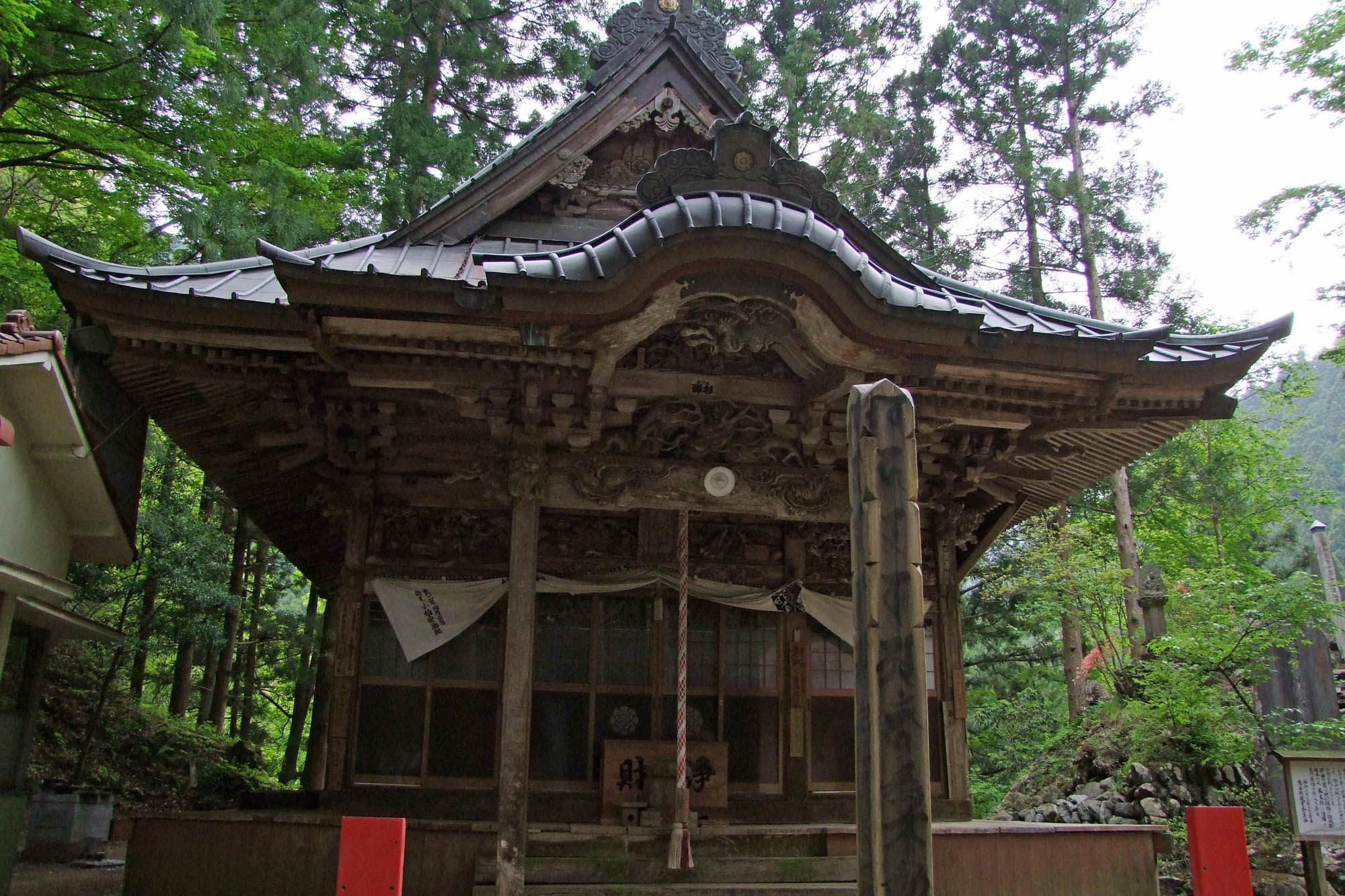
妹ヶ谷不動。
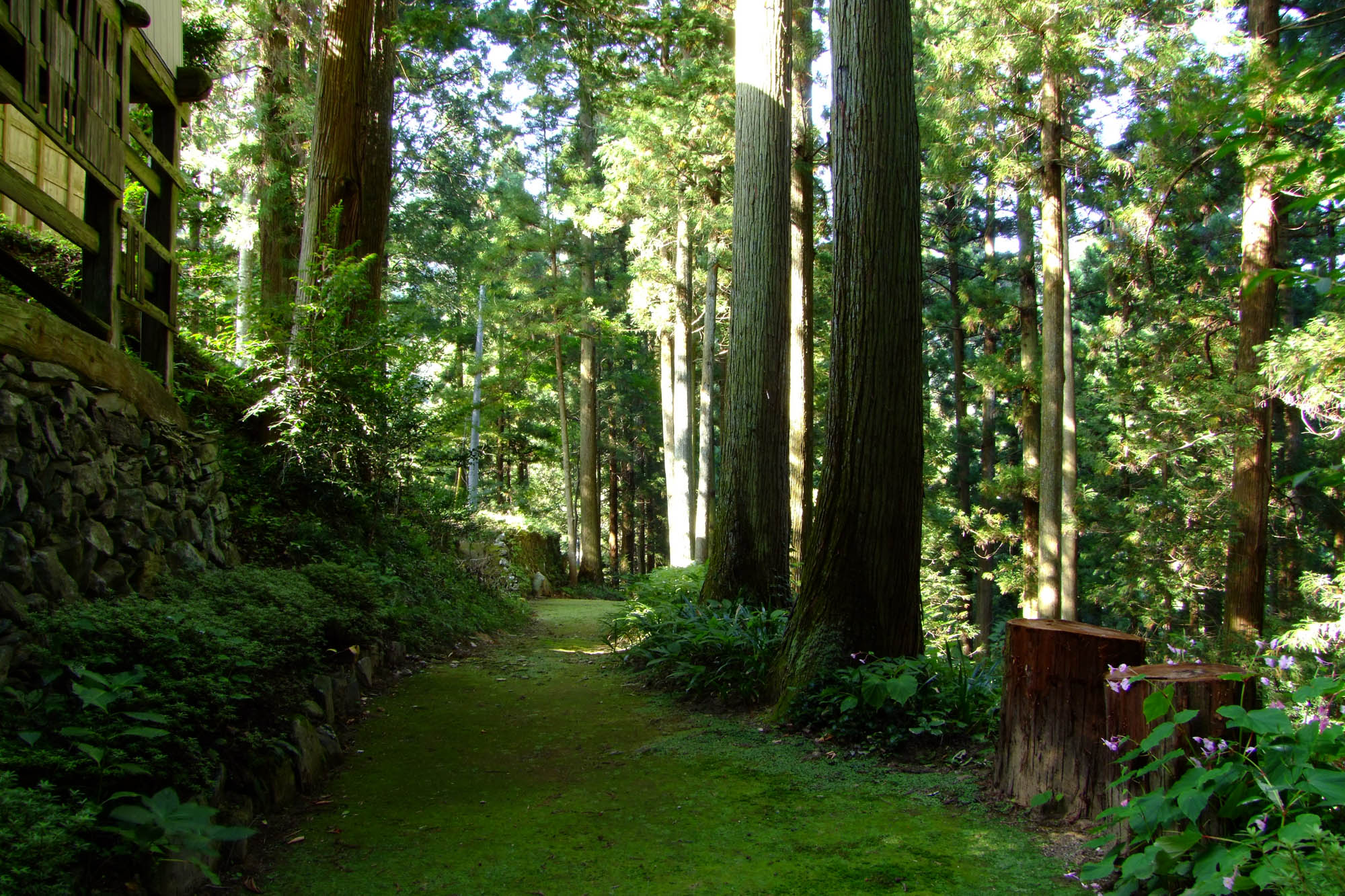
妹ヶ谷不動の杉林。
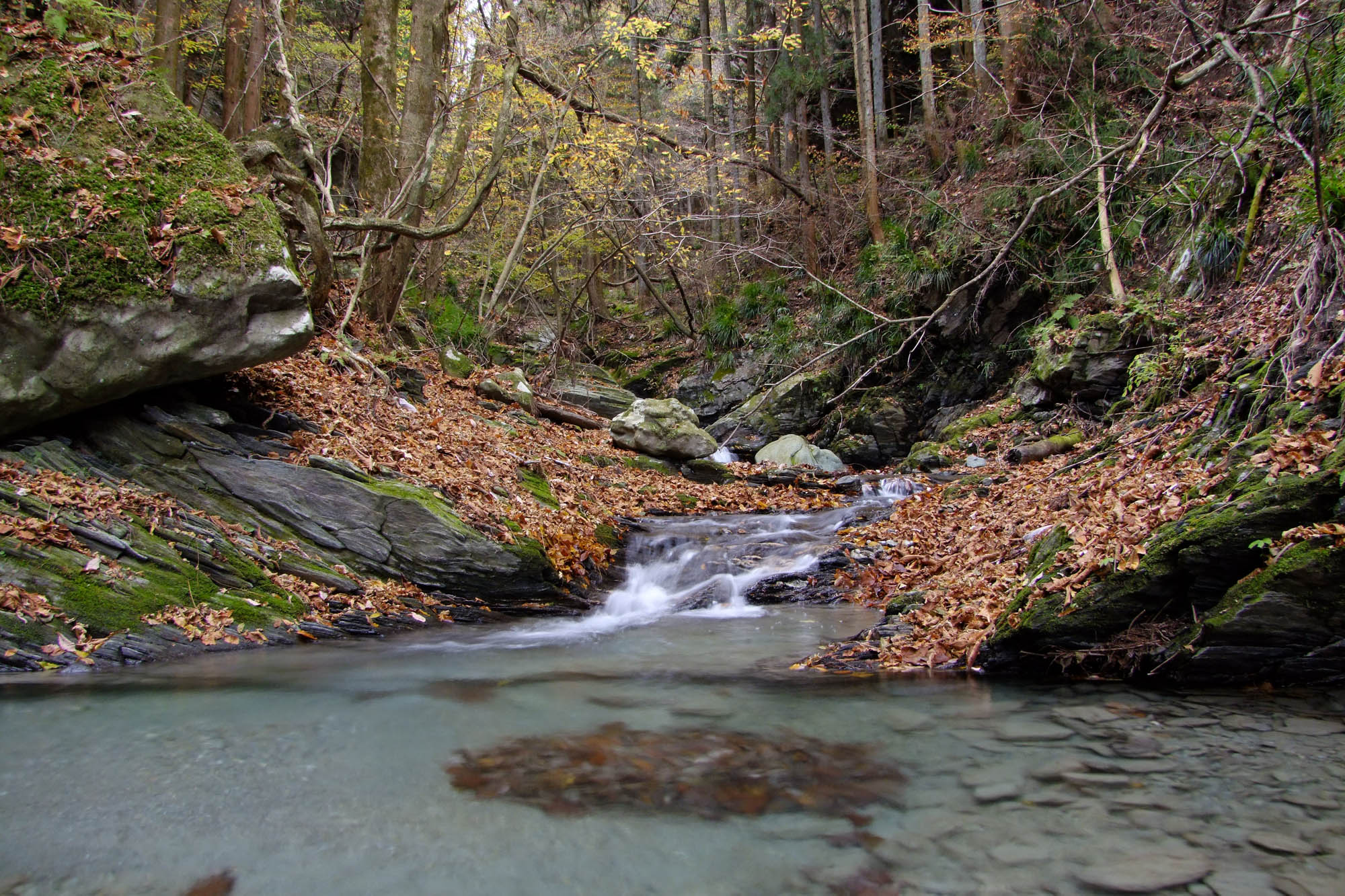
滝の上流部。